# Sütő László (labdarúgó)
Sütő László (Szombathely, 1986. április 18. –) többszörös magyar utánpótlás válogatott labdarúgó. Részt vett a 2003-as U17-es labdarúgó-Európa-bajnokságon.

## Pályafutása
Sütő László az MTK neveltje, a fővárosi kék-fehérek színeiben mutatkozott be az élvonalban. Kölcsönben megfordult a BFC Siófok, a Pécsi MFC, és a Vasas SC csapataiban is. 2013 óta osztrák alsóbb osztályú bajnokságokban játszik.

## Bundaügy
A Vasas labdarúgója volt, mikor 2011 telén nyilvánosságot kapott, miszerint ő is benne volt, sőt az egyik mozgató rugó volt a több élvonalbeli, és másodosztályú klubot érintő bundaügyben. A vád szerint még siófoki színekben 2009-ben több élvonalbeli bajnokit is befolyásolt Horváth Gáborral együtt. Később tettét beismerte, valamint terhelő vallomást tett Aczél Zoltánra, ezért a börtönbüntetést megúszta, azonban az MTK és a Vasas SC szerződést bontott vele, az MLSZ pedig eltiltotta a labdarúgással való minden nemű hivatásos sporttevékenységtől.
2015-ben 15 hónap szabadságvesztésre itélték, melyet három évre felfüggesztettek. A labdarúgástól öt évre eltiltották, a vagyonelkobzás mértéke pedig 5,3 millió forint volt.